# Храм священновеликомученика Володимира, Митрополита Київського та Галицького (Броди)
Церква священновеликомученика Володимира, Митрополита Київського та Галицького — чинна мурована церква у місті Броди Золочівського району на Львівщині. Парафія належить до Львівської єпархії УПЦ (Московського патріархату). Збудована незаконно, адже ділянка була виділена під житлове будівництво. Престольне свято — 7 лютого (день вшанування пам'яті священномученика Володимира, митрополита Київського і Галицького).

## Історія
6 листопада 1996 року на створення парафії у Бродах благословили в Почаївській семінарії священника протоієрея Ярослава Огерука.
30 грудня 1996 року Бродівська парафія приєдналась до Львівської єпархії УПЦ (Московського патріархату). Богослужіння проходили в приватному будинку.
У липні 2003 року парафія придбала земельну ділянку для будівництва церкви. Парафія на той час налічувала близько 10 парафіян.
7 лютого 2008 року, парафія перейшла у побудований храм. Парафія збільшилась до 300 осіб.

### Будівництво
При реєстрації права власності жодним чином не відображено, що земля надається під обслуговування культових споруд. Земля надана виключно для обслуговування житлового будинку.
17 серпня 2017 року під час сесійного засідання депутати Бродівської районної ради звернулися до Президента, Кабінету Міністрів України та правоохоронних органів, щодо перевірки законності будівництва церкви Московського патріархату.
У листопаді 2017 року ДАБІ Львівщини проводила перевірку щодо законності будівництва церкви УПЦ Московського патріархату. Встановлено, що релігійна громада УПЦ МП на земельній ділянці площею 0,0589 га, яка перебуває у її власності, на вул. Івана Франка, 67, у місті Броди, веде будівельні роботи (будує церкву) без права виконання будівельних робіт.
18 лютого 2018 року священником разом з парафіянами здійснено напад на знімальну групу телеканалу «НТА». Інцидент стався на території храму. Журналістка та керівниця проєкту Катерина Широкопояс та оператор Віталій Кулеха готували матеріал про діяльність Московського патріархату на Львівщині та законність використання земельної ділянки для потреб парафії МП у Бродах. Щодо перешкоджання законній професійній діяльності,  журналісти звернулись із заявою до управління поліції.

### Сучасність
8 квітня 2022 року на сесії Бродівської міської ради було прийняте рішення № 700 «Про заборону діяльності Української Православної Церкви на території Бродівської міської територіальної громади»
24 квітня 2023 року міський голова Анатолій Белей разом з головою Золочівської районної ради Орестом Кавецьким оголосили про закриття церкви УПЦ
Не має жодних повідомлень про перехід парафії, а також священника до ПЦУ. Оскільки церква розташована на приватній території, власником якої є УПЦ МП, не зважаючи на заборону, храм фактично продовжує використовувати громада УПЦ (Московського патріархату).

## Компонент гібридної війни Росії з Україною
Отець Ярослав Орегук ще з 2013 року відкрито закликає проводити "Народну священну війну" в "Галицькій русі". Так у свому листі "Православные люди общины храма священномученика Владимира стоят за веру на Западной Украине" на ресурсі  "Русская народная линия" отець пише:
......В то же время в самой Галичине происходит широкомасштабная кампания убийств, угроз, насилия и запугивания по отношению к священникам и прихожанам канонической Русской Православной Церкви, что свидетельствует о том, что Православие в Галицкой Руси живёт, сопротивляется и по сути ведёт «войну народную, священную войну» супротив наёмников Ватикана»
І визнає свою приналежність до  "Русской Православной Церкви"
....кому дорого сохранение Православия на родине святителя Петра, с просьбой оказать посильную помощь в завершении строительства святого храма Русской Православной Церкви, который уже сегодня стал оплотом православной веры на западных рубежах Святой Руси
Варто зазначити що храм московського патріархату зведений неподалік чинної військової частити "РЕР Захід (Броди)". Саме тут отець Орегук провадить свою «войну народную, священную войну».